# Харрис, Бриан
Бриа́н Ха́ррис (англ. Briane Harris, урождённая Бриан Мейлё англ. Briane Meilleur; род. 11 марта 1992, Виннипег) — канадская кёрлингистка.
Играет на позиции первого.
Бронзовый призёр чемпионата мира 2022. Четырёхкратная чемпионка Канады по кёрлингу среди женщин.

## Карьера
У Бриан была довольно успешная юниорская карьера. Она играла на позиции третьего в команде скипа Бреанна Напп (тогда ещё Бреанна Микин). Выиграв чемпионат провинции Манитоба, выступала на юниорских чемпионатах Канады 2010 и 2011 годов. В 2011 в составе этой команды завоевала бронзу.
Взрослую карьеру Бриан начала в сезоне 2011-12, была скипом команды.
Далее, после выступления за несколько различных команд, в сезоне 2016-17 и 2017-18 она снова стала скипом своей команды. В 2017 году она со своей командой пыталась отобраться на Канадский олимпийский отбор по кёрлингу 2017, но проиграла командам Julie Tippin и Кристы Маккарвилл.
В сезоне 2018-19 Бриан Мейлё присоединилась к вновь собранной команде скипа Керри Эйнарсон на позицию первого. Команда полностью состояла из бывших скипов. Этот сезон команда провела довольно успешно, выигрывая турниры и проигрывая в финалах.
Сезон 2019-20 команда начала также успешно и к Чемпионату Канады среди женщин 2020 подошла второй в Системе рейтинга канадских команд (CTRS ranking), выиграв перед этим чемпионат провинции Манитоба и получив место на Чемпионат Канады среди женщин 2020. Пройдя турнир с девятью победами и двумя поражениями и победив в матче 1 против 2 плей-офф Пейджа, команда вышла в финал Чемпионат Канады среди женщин 2020. Победив в финале команду Онтарио скипа Рейчел Хоман со счетом 8-7 в экстра-энде, Бриан Мейлё в составе своей команды выиграла свое первое золото чемпионата Канады.

## Достижения
- Чемпионат мира по кёрлингу среди женщин: бронза (2022, 2023).
- Панконтинентальный чемпионат по кёрлингу: бронза (2022).
- Чемпионат Канады по кёрлингу среди женщин: золото (2020, 2021, 2022, 2023).
- Кубок Канады по кёрлингу: серебро (2018).
- Чемпионат Канады по кёрлингу среди юниоров: бронза (2011).
- Команда «всех звёзд» (англ. All-Star Team) чемпионата Канады среди женщин: 2022[10].

## Команды
| Сезон                                               | Четвёртый           | Третий             | Второй             | Первый             | Запасной                                                            | Турниры                                         |
| --------------------------------------------------- | ------------------- | ------------------ | ------------------ | ------------------ | ------------------------------------------------------------------- | ----------------------------------------------- |
| 2009—10                                             | Бреанна Микин       | Бриан Мейлё        | Mariah Mondor      | Кристин Карвацки   | тренер: Роб Микин                                                   | ЧКЮ 2010 (6 место)                              |
| 2010—11                                             | Бреанна Микин       | Бриан Мейлё        | Erika Sigurdson    | Кристин Карвацки   | тренер: Роб Микин                                                   | ЧКЮ 2011                                        |
| 2011—12                                             | Бриан Мейлё         | Кристин Карвацки   | Amy Agnew          | Meagan Grenkow     |                                                                     |                                                 |
| 2012—13                                             | Селена Каац         | Бриан Мейлё        | Кристин Маккуиш    | Katherine Doerksen |                                                                     |                                                 |
| 2013—14                                             | Бреанна Напп        | Katherine Doerksen | Бриан Мейлё        | Кристин Карвацки   |                                                                     |                                                 |
| 2014—15                                             | Джилл Терстон       | Brette Richards    | Бриан Мейлё        | Кристин Карвацки   | Blaine DeJager                                                      |                                                 |
| 2015—16                                             | Кэти Овертон-Клэпем | Бриан Мейлё        | Katherine Doerksen | Кристин Карвацки   |                                                                     |                                                 |
| 2016—17                                             | Бриан Мейлё         | Rhonda Varnes      | Janelle Vachon     | Sarah Neufeld      |                                                                     |                                                 |
| 2017—18                                             | Бриан Мейлё         | Бреанна Напп       | Janelle Vachon     | Sarah Neufeld      |                                                                     |                                                 |
| 2018—19                                             | Керри Эйнарсон      | Вал Свитинг        | Шэннон Бёрчард     | Бриан Мейлё        | тренер: Пэтти Вутрич                                                | КК 2018 · ЧК 2019 (17 место)                    |
| 2019—20                                             | Керри Эйнарсон      | Вал Свитинг        | Шэннон Бёрчард     | Бриан Мейлё        | Дженнифер Кларк-Руир тренер: Пэтти Вутрич                           | КК 2019 (5 место) · ЧК 2020 · ЧМ 2020 (отменён) |
| 2020—21                                             | Керри Эйнарсон      | Вал Свитинг        | Шэннон Бёрчард     | Бриан Мейлё        | Кристин Карвацки тренер: Хезер Недохин                              | ЧК 2021 · ЧМ 2021 (5 место)                     |
| 2021—22                                             | Керри Эйнарсон      | Вал Свитинг        | Шэннон Бёрчард     | Бриан Мейлё        | тренер: Хезер Недохин                                               | КООК 2021 (4 место)                             |
| 2021—22                                             | Керри Эйнарсон      | Вал Свитинг        | Шэннон Бёрчард     | Бриан Мейлё        | Кристин Карвацки тренер: Рид Карразерс                              | ЧК 2022 · ЧМ 2022                               |
| 2022—23                                             | Керри Эйнарсон      | Вал Свитинг        | Шэннон Бёрчард     | Бриан Харрис       | Рашель Браун (ПКЧ), Кристин Карвацки (ЧК, ЧМ) тренер: Рид Карразерс | ПКЧ 2022 · ЧК 2023 · ЧМ 2023                    |
| 2023—24                                             | Керри Эйнарсон      | Вал Свитинг        | Шэннон Бёрчард     | Бриан Харрис       | Дон Макьюэн тренер: Виктор Челль                                    | ПКЧ 2023 (4 место)                              |
| Кёрлинг среди смешанных пар (mixed doubles curling) |                     |                    |                    |                    |                                                                     |                                                 |
| 2020—21                                             | Бриан Мейлё         | Марк Николс        |                    |                    |                                                                     | ЧКСП 2021 (16 место)                            |

(скипы выделены полужирным шрифтом)

## Частная жизнь
В августе 2022 года вышла замуж за Тори Харриса.
Работает инженером САПР в компании Technician for EuroCraft Office Furnishings.